# أوروش راداكوفتش
أوروش راداكوفتش (بالسيريلية الصربية: Uroš Radakovićm Урош Радаковић) هو لاعب كرة قدم صربي في مركز الدفاع، ولد في 31 مارس 1994 في بلغراد في صربيا. شارك مع منتخب صربيا تحت 17 سنة لكرة القدم ومنتخب صربيا تحت 19 سنة لكرة القدم ومنتخب صربيا تحت 21 سنة لكرة القدم. أما مع النوادي، فقد لعب مع نادي بروليتر نوفي ساد ونادي بولونيا ونادي سيغما أولوموتس ونادي نوفارا.

## وصلات خارجية
- أوروش راداكوفتش على موقع الاتحاد الأوربي (الإنجليزية)
- أوروش راداكوفتش على موقع اتحاد تركيا (لاعب) (الإنجليزية)
- أوروش راداكوفتش على موقع قاعدة بيانات كرة القدم.إي يو (الإنجليزية)
- أوروش راداكوفتش على موقع Soccerway.com (الإنجليزية)
- أوروش راداكوفتش على موقع عالم كرة القدم.نت (الإنجليزية)
- أوروش راداكوفتش على موقع AS.com (الإسبانية)